# Eyvind Clausen
Eyvind Clausen (Copenaghen, 18 giugno 1939 – 10 agosto 2013) è stato un calciatore danese, di ruolo attaccante o centrocampista.

## Carriera

### Nazionale
L'11 giugno 1962 esordisce con la Nazionale danese nella sfida contro la Norvegia (6-1). Il 29 giugno seguente gioca contro Albania (4-0), segnando anche un gol in un incontro valido per le qualificazioni al campionato europeo di calcio 1964.